# Шеји ле Маранж
Шеји ле Маранж (фр. Cheilly-lès-Maranges) насеље је и општина у источном делу централне Француске у региону Бургоња, у департману Саона и Лоара која припада префектури Отен.
По подацима из 2011. године у општини је живело 510 становника, а густина насељености је износила 72,86 становника/km². Општина се простире на површини од 7 km². Налази се на средњој надморској висини од 216 метара (максималној 400 m, а минималној 216 m).

## Демографија
| 1962. | 1968. | 1975. | 1982. | 1990. | 1999. | 2011. |
| ----- | ----- | ----- | ----- | ----- | ----- | ----- |
| 401   | 417   | 385   | 367   | 394   | 439   | 510   |

График промене броја становника у току последњих година